# バス・コト州
バス・コト州（フランス語: Basse-Kotto、サンゴ語: Do-Kötö）は、中央アフリカ共和国の州。国土の中南部に位置し、南はコンゴ民主共和国と接する。州都はモバイエ。人口は約38万人（2021年推計）。州名は「下コト川」という意味。

## 歴史
1961年1月23日に州として設置された。

## 隣接州
- ワカ州
- オート・コト州
- ムボム州
- 北ウバンギ州

## 下位行政区画

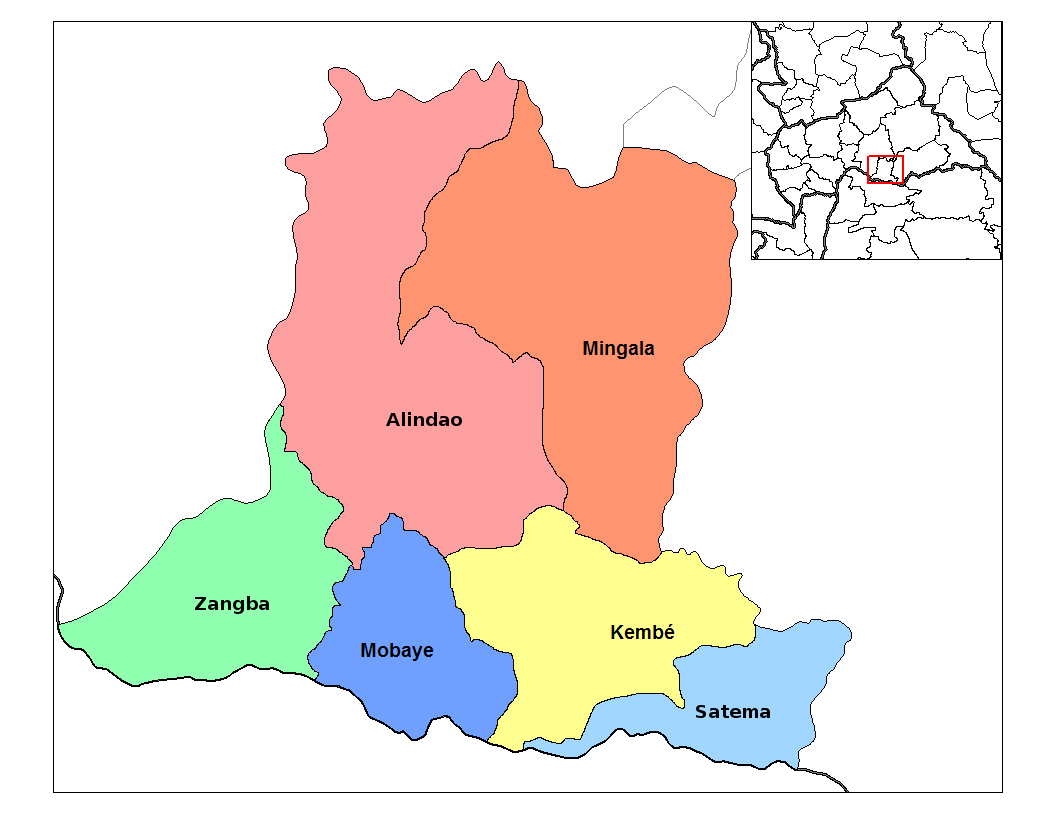
バス・コト州の郡

6郡に分けられる。
- アリンダオ（フランス語版）
- ケンベ（フランス語版）
- ミンガラ（フランス語版）
- モバイエ
- サテマ（フランス語版）
- ザングバ（フランス語版）